# Påvskärsgrundet
Påvskärsgrundet är en ö i Finland. Den ligger i Finska viken och i kommunen Ingå i den ekonomiska regionen  Raseborg i landskapet Nyland, i den södra delen av landet. Ön ligger omkring 56 kilometer sydväst om Helsingfors.  Den ligger på ön Hovskär.
Öns area är 1,2 hektar och dess största längd är 190 meter i öst-västlig riktning. Närmaste större samhälle är Ingå, 11,7 km norr om Påvskärsgrundet.